# المعمل (الجوف)
المعمل هي إحدى قرى الجمهورية اليمنية. تتبع جغرافيا لمحافظة الجوف وإداريًا لمديرية رجوزه. يبلغ تعداد سكانها 2247 نسمة حسب الإحصاء الذي أجري عام 2004.